# Dècada del 920

## Esdeveniments
- Comença l'edat d'or de l'imperi de Ghana
- Unió de Navarra i el comtat d'Aragó
- El poble tolteca s'estableix a Mèxic
- Odó de Cluny assigna una lletra a cada nota de l'escala musical, fet que encara perdura als països anglosaxons
- Es crea el califat de Còrdova

## Personatges destacats
- Alfons IV de Lleó.
- Enric I d'Alemanya.
- Esteve VII.
- Hug el Gran.
- Papa Joan X.
- Papa Lleó VI.
- Marozia.
- Sanç I de Navarra.